# Stanisław Ostrowski (pułkownik)

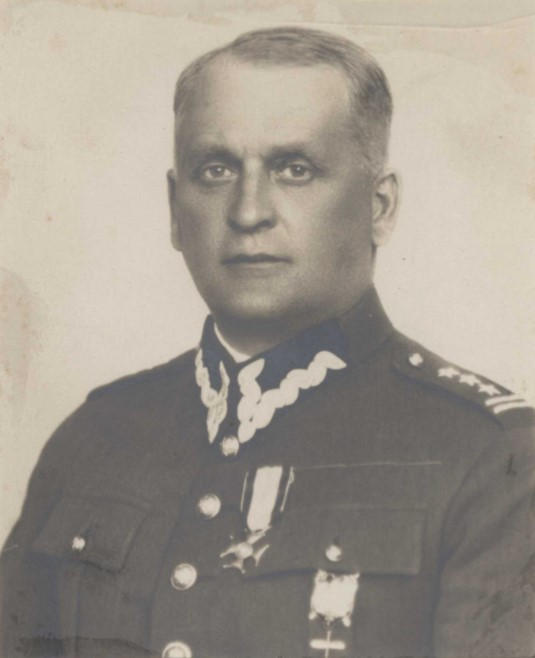
Stanisław Ostrowski przed 21 czerwca 1933

Stanisław Ostrowski (ur. 24 listopada 1880 w Żytomierzu, zm. ?) – pułkownik artylerii Wojska Polskiego, kawaler Orderu Virtuti Militari.

## Życiorys
Urodził się 24 listopada 1880 w Żytomierzu, w rodzinie Grzegorza i Józefy z domu Pfaff. Ukończył dwie klasy w żytomierskim gimnazjum i siedem klas w Korpusie Kadetów w Kijowie, a następnie Michałowską Szkołę Artylerii (ros. Михайловское артиллерийское училище) w Petersburgu.
Po zakończeniu I wojny światowej i odzyskaniu przez Polskę niepodległości został przyjęty do Wojska Polskiego. Od marca 1919 dowodził 9 ćwiczebnym dywizjonem artylerii w Łodzi. 1 września 1919 został mianowany z dniem 28 maja 1919 dowódcą 10 Pułku Artylerii Polowej w Łodzi. Od 12 lutego 1920 do 1921 dowodził 18 Brygadą Artylerii. Na tym stanowisku 29 maja 1920 został zatwierdzony z dniem 1 kwietnia 1920 w stopniu pułkownika, w artylerii, w grupie oficerów byłych Korpusów Wschodnich i byłej armii rosyjskiej.
3 maja 1922 został zweryfikowany w stopniu pułkownika ze starszeństwem z 1 czerwca 1919 i 20. lokatą w korpusie oficerów piechoty. W tym samym roku został szefem Wydziału Artylerii Głównej Szkoły Artylerii i Inżynierii. Jako oficer nadetatowy 18 pułku artylerii polowej w Ostrowi Łomżyńskiej został komendantem Oficerskiej Szkoły Artylerii w Toruniu. Stanowisko pełnił od 1 czerwca 1923 do 17 lutego 1927 po czym został przydzielony do dyspozycji dowódcy Okręgu Korpusu Nr VIII. W marcu 1927 został mianowany członkiem Oficerskiego Trybunału Orzekającego w Warszawie. Z dniem 31 maja 1928 został przeniesiony w stan spoczynku. Mieszkał w Warszawie. W 1934, jako oficer stanu spoczynku pozostawał w ewidencji Powiatowej Komendy Uzupełnień Warszawa Miasto III. Posiadał przydział do Oficerskiej Kadry Okręgowej Nr I. Był wówczas „przewidziany do użycia w czasie wojny”.
Był żonaty, dzieci nie miał.

## Ordery i odznaczenia
- Krzyż Srebrny Orderu Wojskowego Virtuti Militari nr 4539[2][17][18]
- Krzyż Walecznych[19]
- Medal Pamiątkowy za Wojnę 1918–1921[19]
- Medal Zwycięstwa[19]